# Solatopupa
Genre
Solatopupa est un genre de gastéropodes de la famille des Chondrinidae.

## Liste d'espèces
Selon Catalogue of Life (30 septembre 2018) :
- Solatopupa cianensis (Caziot, 1910)
- Solatopupa guidoni (Caziot, 1904)
- Solatopupa juliana (Issel, 1866)
- Solatopupa pallida (Rossmässler, 1842)
- Solatopupa psarolena (Bourguignat, 1858)
- Solatopupa similis (Bruguière, 1792)

## Publication originale
- (en) Pilsbry, 1916-1918 : Manual of Conchology, sér. 2 Pulmonata, vol. 24, pp. 1-380 (texte intégral).